# Piotr Ilich Chaikovski y el Círculo Beliáyev

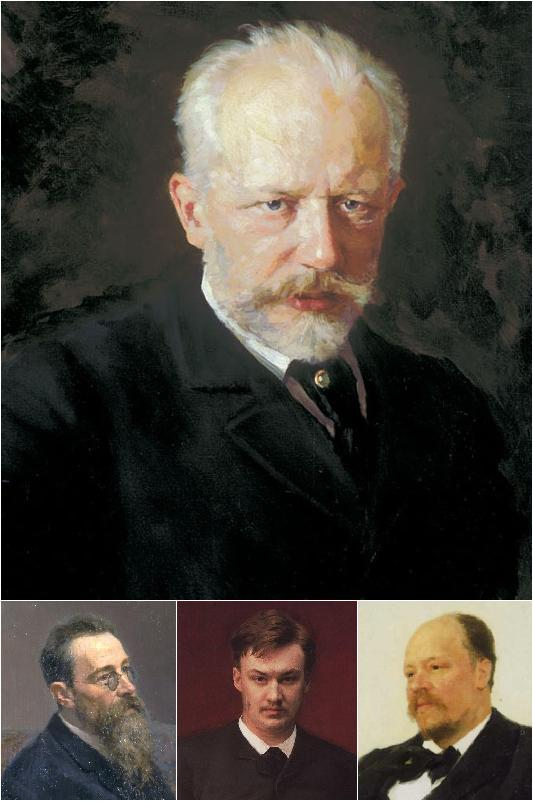
Arriba: Piotr Ilich Chaikovski. En la parte inferior (de izquierda a derecha): Nikolái Rimski-Kórsakov, Aleksandr Glazunov y Anatoli Liádov

Las relaciones de Piotr Ilich Chaikovski con el grupo de compositores conocido como el Círculo Beliáyev, que se extendieron desde 1887 hasta la muerte del propio compositor ruso, influyeron en toda su música y ayudaron a dar forma a la nueva generación de compositores rusos. Este grupo se adjudicó el nombre del comerciante Mitrofán Beliáyev, un músico aficionado que llegó a ser un influyente mecenas y editor musical después de haber tomado un interés en la obra de Aleksandr Glazunov. Alrededor de 1887, Piotr Chaikovski se estableció como uno de los compositores más importantes en Rusia; de hecho, era de los favoritos del zar Alejandro III, quien le consideró ampliamente como un «tesoro nacional». Le solicitaban como director invitado en Rusia y Europa Occidental y en 1890 viajó a los Estados Unidos en las mismas condiciones. En contraste, la suerte del grupo nacionalista conocido como Los Cinco, los cuales precedieron al Círculo Beliáyev, se había desvanecido y el grupo se había desintegrado desde hacía mucho tiempo; de sus miembros, sólo Nikolái Rimski-Kórsakov se mantuvo en plena actividad como compositor. Como profesor de composición musical y orquestación en el Conservatorio de San Petersburgo, Rimski-Kórsakov se había convertido en un firme creyente en la formación de la composición por medio de las ideas occidentales que anteriormente habían sido mal vistas por el grupo.
Como resultado del tiempo que Chaikovski pasó con los compositores más importantes del Círculo Beliáyev —Glazunov, Anatoli Liádov y Rimski-Kórsakov— la relación un tanto tensa que había sufrido previamente con Los Cinco finalmente se convirtió en algo más armonioso. Aunado a ello, la amistad de Chaikovski con estos hombres le dio una mayor confianza en sus propias habilidades como compositor, mientras su música animaba a Glazunov a ampliar su perspectiva artística más allá del ideario nacionalista y componer sobre temas más universales. Esta influencia creció hasta el punto de que se llegó a conocer a la Tercera Sinfonía de Glazunov como la sinfonía «anti-kuchkista» que compartiría varias huellas estilísticas con las sinfonías posteriores de Chaikovski. Sin embargo, Glazunov no fue el único compositor influenciado. Rimski-Kórsakov escribió acerca de los compositores de Beliáyev: «adoración de Chaikovski y [...] tendencia hacia el eclecticismo» que llegó a ser predominante durante este período, junto con una predilección hacia «la música italiana-francesa de la época de la peluca y el verdugado» (perteneciente al siglo XVIII) simbolizada en óperas tardías de Chaikovski como La dama de picas y Iolanta.
A largo plazo, la influencia de Chaikovski sobre los compositores de Beliáyev no fue tan grande. A pesar de que su enfoque musical había sido más ecléctico y se habían centralizado más en la música absoluta de lo que Los Cinco lo habían hecho, continuaron escribiendo en un estilo más similar al de Rimski-Kórsakov que al de Chaikovski, retrocediendo estilísticamente en comparación con sus predecesores en lugar de desarrollar sus propias habilidades individuales. Incluso Glazunov se alejó de las fuertes repercusiones de Chaikovski en su obra más madura, en lugar de fusionar los estilos nacionalistas y cosmopolitas en un enfoque todavía más ecléctico. El Círculo Beliáyev también extendió la estética musical nacionalista a Rusia en su conjunto y fueron estos quienes influyeron a los compositores siguientes hasta bien entrada la era soviética.

## Chaikovski y Rimski-Kórsakov

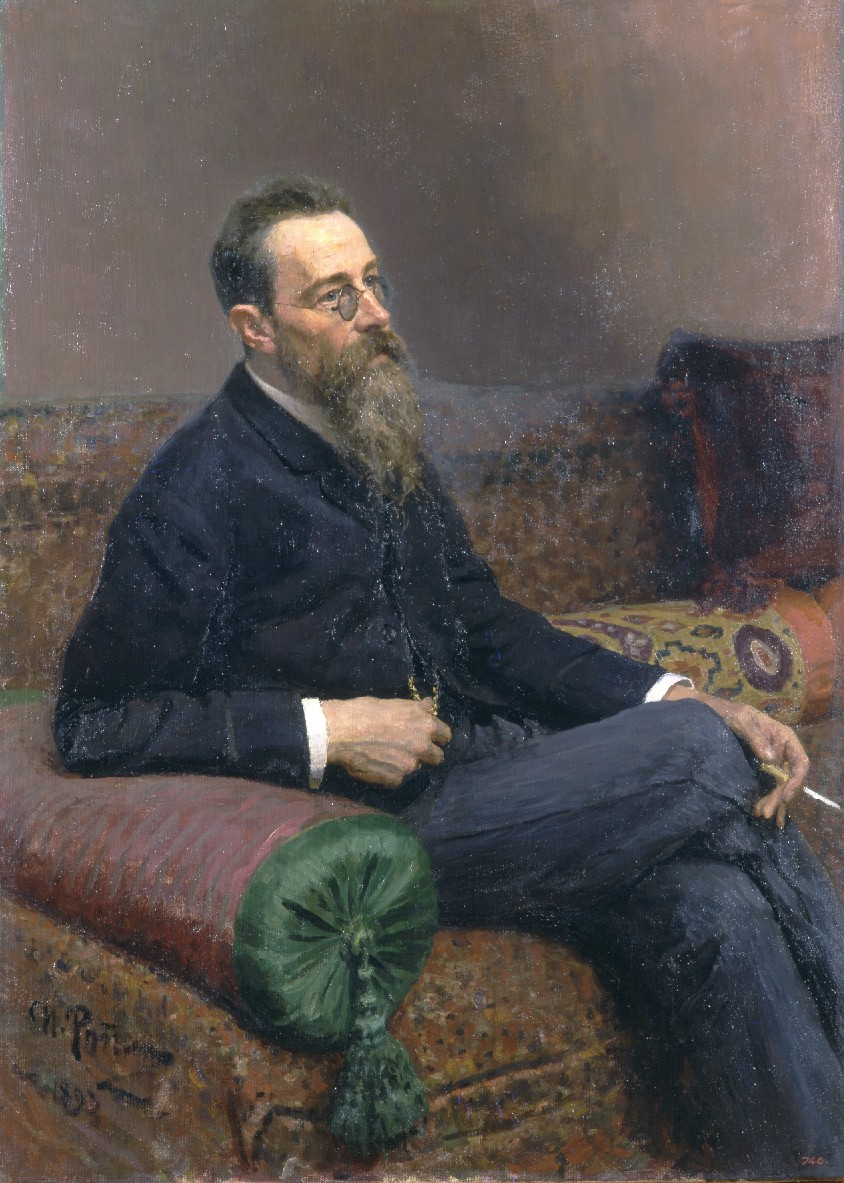
Retrato de Nikolái Rimski-Kórsakov, hecho por Iliá Repin (1893). Museo Estatal Ruso, San Petersburgo

Durante 1884, Chaikovski, con 44 años de edad, comenzó a mostrar la poca sociabilidad e intranquilidad que le habían caracterizado desde su fallido matrimonio en 1878, el cual había causado que viajara incesantemente por toda Rusia y al este de Europa. En marzo de 1884, el zar Alejandro III le confirió la Orden de San Vladimiro de cuarta clase, que le otorgó una nobleza hereditaria y ganó a su vez la audiencia personal del zar. La condecoración del zar fue un sello visible de la aprobación oficial, la cual ayudó a Chaikovski en la rehabilitación del estigma asociado a su fallido matrimonio. Esta rehabilitación pudo haber sentado las bases en la mente del compositor para el éxito de su Tercera Suite Orquestal durante su estreno en enero de 1885 en San Petersburgo, bajo la dirección de Hans von Bulow. Chaikovski escribió a su patrocinadora Nadezhda von Meck: «No había visto tal triunfo. Vi que todo el público se movía y me agradecía. Esos momentos son los adornos más finos en la vida de un artista. Gracias a ellos la vida es digna de ser vivida y trabajada». La prensa de la misma manera fue unánimemente favorable.
Incluso cuando todavía sentía un desprecio por la vida pública, Chaikovski participó en ella por dos razones: su fama cada vez era mayor y sentía que era su deber promover la música rusa. Para este fin, ayudó a mantener a su antiguo alumno Serguéi Tanéyev, en ese momento director del Conservatorio de Moscú, asistiendo a los exámenes de los estudiantes y negociando las relaciones a veces sensibles entre los distintos miembros del personal. Asimismo, Chaikovski se desempeñó como director de la rama moscovita dentro de la Sociedad Musical Rusa durante los años de 1889 y 1990. Aprovechando las ventajas de su puesto, invitó a una serie de celebridades internacionales para dirigir, entre ellos Johannes Brahms, Antonín Dvořák y Jules Massenet. Chaikovski promovió la música rusa, tanto en sus propias composiciones como en su papel de director invitado. En enero de 1887, fue sustituto durante un corto plazo en el Teatro Bolshói de Moscú para las primeras tres representaciones de su ópera Cherevichki. Dirigir era algo que el compositor quiso dominar por lo menos durante una década, cuando vio que el éxito fuera de Rusia dependía, hasta cierto punto, de la dirección de sus propias obras. Tras un año de representaciones de Cherevichki, se demandaba a Chaikovski enormemente en toda Europa y Rusia, lo que le ayudó a superar un miedo escénico de toda la vida y aumentó su confianza en sí mismo.
La relación de Chaikovski con Nikolái Rimski-Kórsakov había pasado por muchos cambios en el momento en que visitó San Petersburgo en noviembre de 1887. Como miembro de Los Cinco, Rimski-Kórsakov había sido esencialmente autodidacta como compositor. Este miraba con recelo a Chaikovski, pues poseía una formación académica que no estaba de acuerdo con la filosofía musical adoptada por Los Cinco. Sin embargo, cuando Rimski-Kórsakov fue nombrado para un puesto de profesor en el Conservatorio de San Petersburgo en 1871, reconoció que no se encontraba preparado para asumir dicha tarea. Había llegado a un callejón sin salida de la composición y se dio cuenta de que era esencialmente un camino creativo que no conducía a ninguna parte. Posteriormente, enviaría una carta a Chaikovski en la que expuso su situación y en ella le preguntó qué debía hacer. La carta «conmovió y asombró profundamente» a Chaikovski debido a su intensidad. Tal y como este más tarde le expresó a Nadezhda von Meck: «Por supuesto, tiene que estudiar».
Entre 1871 y 1874, mientras daba conferencias en el Conservatorio, Rimski-Kórsakov se centró por completo en las técnicas de composición occidentales y llegó a creer en el valor del aprendizaje académico como compositor. Una vez que Rimski-Kórsakov aceptó estos cambios, Chaikovski lo consideró un estimado colega, y, por no decir que el mejor de sus amigos, al menos estuvo en términos amistosos con él. Cuando los otros miembros de Los Cinco se volvieron hostiles hacia Rimski-Kórsakov por su cambio de actitud, Chaikovski lo continuó apoyando moralmente, diciendo que alababa lo que este se encontraba haciendo y admiraba de igual manera su modestia artística y la fuerza de su carácter. A inicios de 1876, Chaikovski fue un visitante regular del hogar de Rimski-Kórsakov en sus viajes a San Petersburgo. En un punto, Chaikovski le ofreció dirigir el Conservatorio de Moscú, pero este rehusó.
La admiración de Chaikovski por Rimski-Kórsakov se extendió a sus composiciones. Escribió que Capricho español es «una colosal pieza maestra de la instrumentación» y la denominó «la pieza más grande en la actualidad». En su diario, Chaikovski confesó: «Leo La doncella de nieve de [Rimski-]Kórsakov y me maravillo de su dominio e incluso tengo (vergüenza de admitir) envidia».

## Glazunov

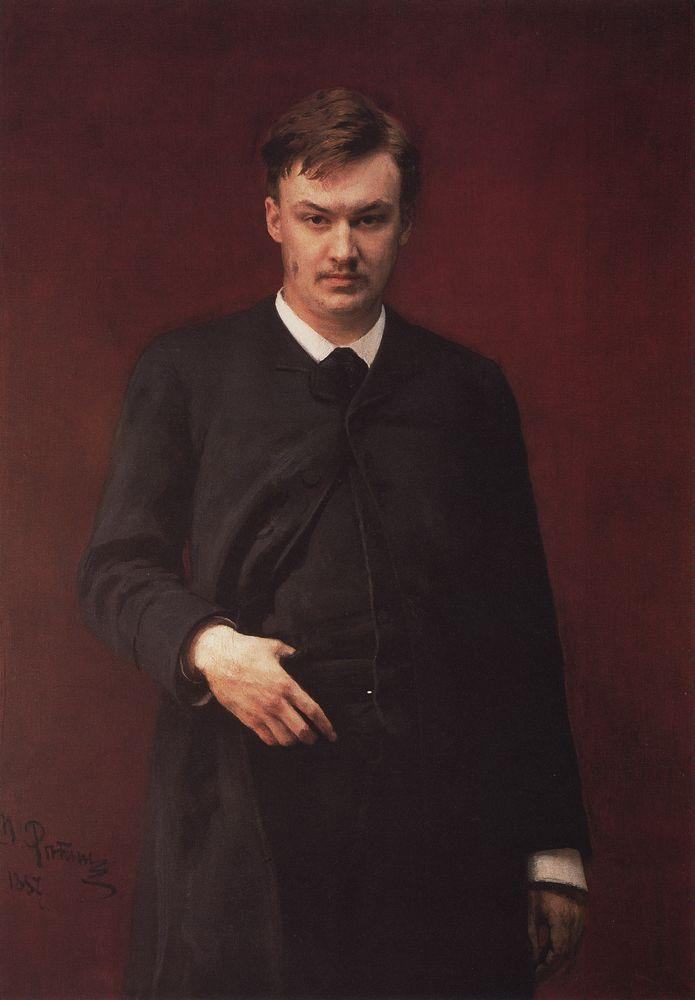
Retrato del compositor Glazunov. Óleo sobre lienzo encontrado actualmente en el Museo Estatal Ruso de San Petersburgo

Chaikovski estaba impresionado, no solamente por los logros de Rimski-Kórsakov, sino también por los del joven Glazunov. Identificado como un niño prodigio, Glazunov empezó a estudiar el piano a la edad de nueve años y a componer a la edad de once. Posteriormente, a la edad de trece, en 1870, conoció a Balákirev, quien le recomendó a Rimski-Kórsakov como un tutor privado de composición musical, contrapunto y orquesta y llevó a este una composición de orquesta que Glazunov había escrito tiempo antes. «El talento del muchacho era, sin duda, muy claro», recuerda Rimski-Kórsakov. Glazunov estudió con Rimski-Kórsakov más o menos dos años, tiempo en el cual progresaba, según Rimski-Kórsakov «no cada día, sino literalmente cada hora». Continuó recibiendo consejos de parte de Balákirev. A la edad de dieciséis, completó su Primera Sinfonía, la cual se estrenó exitosamente bajo la dirección de Balákirev el 29 de marzo de 1882. En su interpretación, estaba Mitrofán Beliáyev, un rico comerciante maderero y también músico amateur, que tomó al joven compositor bajo su protección junto con el compositor Serguéi Tanéyev, quien era un amigo cercano del mismo Chaikovski. Finalmente, Glazunov se convirtió en catedrático del Conservatorio de San Petersburgo y más tarde en director.
Chaikovski comenzó a mostrar un gran interés en Glazunov poco después de enterarse del estreno de su Primera Sinfonía bajo la dirección de Tanéyev. Al mismo tiempo, Chaikovski escribió a Balákirev, «Glazunov me interesa mucho. ¿Hay alguna posibilidad de que este joven pueda enviarme la sinfonía para echarle un vistazo? También me gustaría saber si la terminó, ya sea conceptual o prácticamente, contigo o con la ayuda de Rimski-Kórsakov». Balákirev respondió, «Me preguntas sobre Glazunov. Es un joven muy talentoso que estudió durante un año con Rimski-Kórsakov. Cuando compuso su sinfonía, no necesitó ayuda alguna». Chaikovski estudió la partitura del Primer cuarteto de cuerdas de Glazunov y escribió a su hermano Modest, «A pesar de su similitud con [Rimski-]Kórsakov... su notable talento es perceptible». Glazunov posteriormente envió a Chaikovski una copia de su Poème lyrique para orquesta, acerca de la cual Chaikovski había escrito con entusiasmo a Balákirev, y había recomendado publicarla al editor P. Jurgenson.
Según el crítico Vladímir Stásov, Glazunov y Chaikovski se conocieron por primera vez en una reunión en octubre de 1884 organizada por Balákirev. Glazunov tenía en ese entonces 19 años de edad. Chaikovski se encontraba en San Petersburgo porque su ópera, Eugenio Oneguin, se estaba presentando en el Teatro Mariinski. Glazunov escribió más tarde que, si bien el círculo de los nacionalistas «ya no era tan ideológicamente cerrado y aislado como lo había sido antes», estos «no consideraban a P. I. Chaikovski uno de los nuestros. Valoraban sólo algunas de sus obras, como Romeo y Julieta, La tempestad, Francesca da Rimini y la clausura de la Segunda Sinfonía. El resto de sus composiciones son desconocidas o ajenas a nosotros». La presencia de Chaikovski convenció a Glazunov y a los otros miembros presentes, e incluso la conversación con ellos «Fue un soplo de aire fresco en medio de nuestra atmósfera un poco polvorienta [...] Muchos de los músicos jóvenes presentes, incluyendo a Liádov y a mí, nos fuimos del apartamento de Balákirev encantados con la personalidad de Chaikovski [...] Tal y como Liádov dice, nuestro encuentro con el gran compositor fue una ocasión importante».
Glazunov añade que su relación con Chaikovski pasó de ser el compositor más viejo «no [...] uno de los nuestros» a una estrecha amistad que duraría hasta la muerte del propio Chaikovski. Glazunov recuerda: «Me reuní con Chaikovski muy a menudo, tanto en mi propia casa como en la de Bálakirev [...] Por lo general, hablábamos de música. Siempre apareció en nuestro círculo social como uno de los invitados más bienvenidos, junto a mí y Liádov, Rimski-Kórsakov y Balákirev, quienes también eran miembros constantes de nuestro círculo». Dicho círculo, en el que Chaikovski gastaría una cantidad creciente de tiempo en los dos últimos años de su vida, sería conocido como el Círculo Beliáyev, en honor a su mecenas, Mitrofán Beliáyev. Según el musicólogo Richard Taruskin, Beliáyev, a través de su influencia financiera, dio una forma duradera a la música rusa mucho más de lo que Balákirev o Stásov fueron capaces de hacer.

## Beliáyev y su círculo

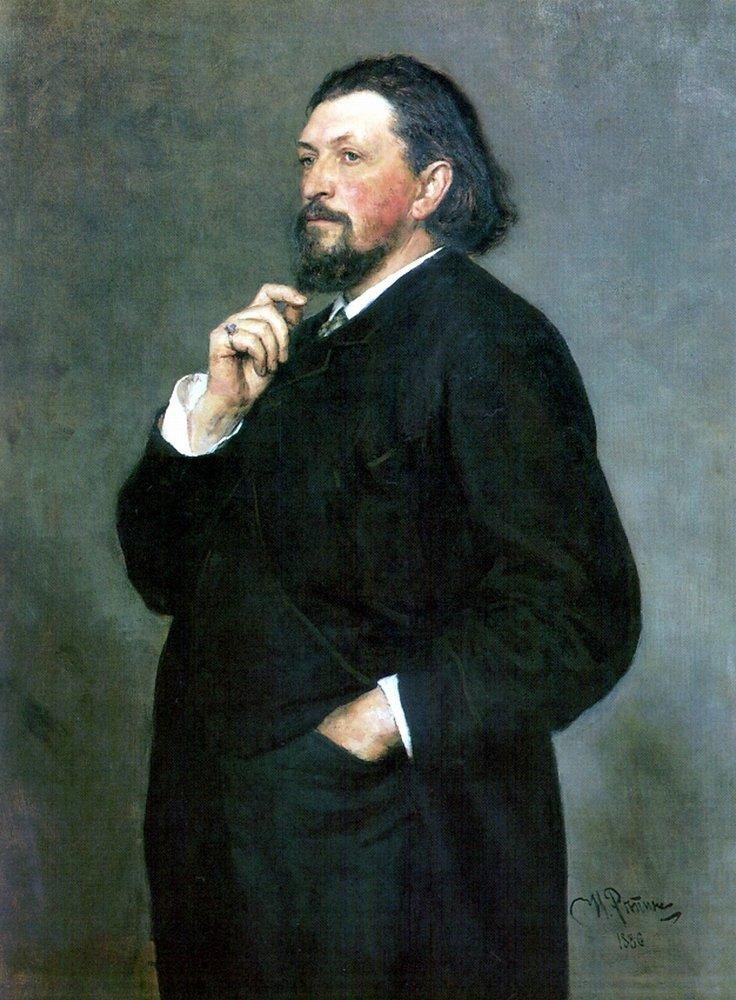
Mitrofán Beliáyev fue un editor y comerciante ruso, además de músico aficionado y filántropo

Beliáyev formó parte del creciente número de industrialistas nuevos ricos que llegaron a ser mecenas del arte a mediados del siglo XIX en Rusia, donde también destacaron Nadezhda von Meck, el magnate de los ferrocarriles Savva Mámontov y el manufacturero textil Pável Tretiakov. Mientras Nadezhda von Meck insistió en el anonimato de su patronazgo en tradición de la nobleza obliga, Beliáyev, Mámontov y Tretiakov «querían contribuir conspicuamente a la vida pública». Trabajaron con tal de elevar la riqueza y la esencia eslavofílica que en su perspectiva nacionalista creía en la mayor gloria de Rusia. A causa de esta creencia, apoyaron aún más que la propia aristocracia el talento nativo y eran más proclives a apoyar a los artistas nacionalistas sobre los cosmopolitas. Dicha preferencia no se debió a una agenda social inherente en el arte, sino a «su representación comprensiva y hábil de los aspectos peculiares del paisaje, de la vida diaria y de los tipos de caracteres que les eran familiares y de los cuales vivían», y paralelamente a un aumento general en el nacionalismo y la rusofilia que llegó a ser predominante tanto en el arte como en la sociedad rusa.
Beliáyev, aficionado a la viola y entusiasta de la música de cámara, era el anfitrión de los «cuartetos de los viernes» en su casa de San Petersburgo. Un visitante frecuente de estas reuniones fue Rimski-Kórsakov, que había conocido a Beliáyev en Moscú en 1882. Beliáyev se convirtió en mecenas musical después de escuchar la Primera Sinfonía de Glazunov. Este último no solo se convirtió en un elemento fijo en los «cuartetos de los viernes», sino que Beliáyev también publicó la obra de Glazunov y lo llevó a una gira por Europa occidental. Esta gira incluyó una visita a Weimar (Alemania), para presentar al joven compositor a Franz Liszt, y donde se interpretó la Primera Sinfonía de Glazunov.
Pronto Beliáyev se interesó en otros compositores rusos. En 1884, creó el anual premio Glinka, llamado así por el pionero compositor ruso Mijaíl Glinka. En 1885, disgustado con la calidad de la publicación de música en Rusia y la falta de derechos de autor extranjeros para las obras impresas allí, fundó su propia editorial en Leipzig (Alemania). Esta empresa inicialmente emitió obras de Glazunov, Rimski-Kórsakov,  Liádov y Borodín corriendo con los gastos y presumiría de un catálogo de más de 2000 obras, todas escritas por compositores rusos, en el momento de la Revolución de Octubre en 1917. A sugerencia de Rimski-Kórsakov, Beliáyev también fundó su propia serie de conciertos, los Conciertos sinfónicos rusos, abiertos exclusivamente a compositores rusos. Entre las obras escritas especialmente para esta serie, se encuentran las tres de Rimski‑Kórsakov por las que actualmente es más conocido en occidente: Scheherazade, Obertura de la gran Pascua rusa y Capricho español. Estos conciertos durarían hasta la Revolución de Octubre y para 1910 habían estrenado 165 obras. Beliáyev estableció un consejo asesor formado por Glazunov, Liádov y Rimski‑Kórsakov para seleccionar los compositores a los que iba a apoyar económicamente, mediante la publicación de sus obras o a través de actuaciones, de los muchos que solicitaban su ayuda. Ellos evaluarían las composiciones y los recursos presentados y sugerirían cuales eran los compositores merecedores del patrocinio y la atención del público. Aunque los tres trabajaron juntos, Rimski-Kórsakov se convirtió en el líder de facto del grupo. «Por la fuerza de los asuntos puramente musicales, me convertí en la cabeza del círculo de Beliáyev», escribió. «Beliáyev también me consideró el líder, consultándome sobre todo y refiriéndose a mí como jefe ante todos».
El grupo de compositores que ahora se congregaba con Glazunov, Liádov y Rimski-Kórsakov eran nacionalistas en su perspectiva, como lo habían sido Los Cinco antes que ellos. Al igual que Los Cinco, creían en un estilo único de música clásica rusa que utilizaba música folklórica y elementos exóticos melódicos, armónicos y rítmicos, como lo demuestra la música de Balákirev, Borodín y Rimski-Kórsakov. A diferencia de Los Cinco, estos compositores también creían en la necesidad de una formación académica y occidental basada en la composición. La necesidad de las técnicas de composición occidentales fue algo que Rimski-Kórsakov había inculcado en muchos de ellos en sus años en el Conservatorio de San Petersburgo. Comparado con los compositores «revolucionarios» en el círculo de Balákirev, Rimski-Kórsakov encontró que aquellos en el círculo de Beliáyev eran «progresivos ... ya que le daban gran importancia a la perfección técnica, pero ... también abrieron nuevos caminos, aunque con mayor seguridad, pero no obstante, con menos rapidez ...».

## Visitas en 1887
En noviembre de 1887, Chaikovski llegó a San Petersburgo a tiempo para escuchar varios de los Conciertos sinfónicos rusos. Uno de estos conciertos incluyó la primera representación completa de su Primera Sinfonía, subtitulada Sueños de invierno, en su versión final. Otro concierto interpretado fue el estreno de la Tercera Sinfonía de Rimski-Kórsakov en su versión revisada. Antes de este viaje, Chaikovski había mantenido correspondencia durante un tiempo considerable con Rimski-Kórsakov, Glazunov y Liádov, y durante su visita, pasó mucho tiempo en compañía de ellos.
Nueve años antes, Chaikovski había escrito una disección despiadada de Los Cinco para Nadezhda von Meck. En ese momento, sus sentimientos de aislamiento personal e inseguridad profesional habían sido más fuertes. En los nueve años transcurridos, Músorgski y Borodín habían muerto, Balákirev se había apartado del mundo musical y las misivas críticas de Cui habían perdido gran parte de su resquemor hacia Chaikovski. Rimski-Kórsakov era el único que permanecía totalmente activo como compositor y había cambiado mucho en los años intermedios entre él y Chaikovski, como resultado del cambio en los valores musicales de Rimski-Kórsakov. Chaikovski también había cambiado. Más seguro como compositor y menos aislado personalmente de lo que había estado en el pasado, Chaikovski  disfrutó de la compañía que ahora mantenía con Glazunov, Liádov y Rimski-Kórsakov y encontró mucho para disfrutar en su música.
Chaikovski admiraba varias de las piezas que escuchó durante estos conciertos, incluida la sinfonía de Rimski-Kórsakov y la Segunda obertura sobre temas griegos de Glazunov. Prometió tanto a Glazunov como a Rimski-Kórsakov que aseguraría la interpretación de sus obras en conciertos en Moscú. Cuando estos acuerdos no surgieron según lo planeado, Chaikovski hizo intentos urgentes encubiertos para cumplir sus promesas, especialmente a Rimski-Kórsakov, a quien ahora llamó «una figura sobresaliente ... digna de todo respeto».
En diciembre de 1887, en la víspera de su partida para realizar una gira como director invitado por Europa occidental, Chaikovski se detuvo en San Petersburgo y consultó con Glazunov, Liádov y Rimski-Kórsakov sobre un programa detallado de música rusa que podría dirigir en París. Aunque esta oportunidad no surgió, muestra su apertura a promover obras del círculo de Beliáyev como su deber de promover la música rusa.

## Liádov

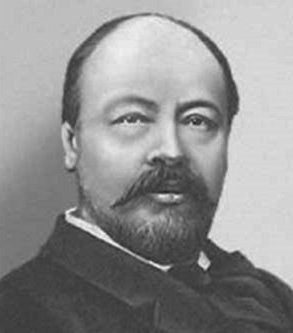
Anatoli Liádov

Aunque anteriormente habían mantenido correspondencia, Chaikovski conoció personalmente a otro alumno de Rimski-Kórsakov, Liádov, durante su visita en noviembre de 1887. Liádov tenía la dudosa distinción de haber sido expulsado del Conservatorio de San Petersburgo por cortar clases, una medida por parte del Conservatorio que Rimski-Kórsakov había defendido. Finalmente lo readmitieron y se hizo amigo de Rimski-Kórsakov. También ayudó a Rimski-Kórsakov y Balákirev a editar las partituras orquestales de Borodín, y Rimski-Kórsakov y Aleksandr Borodín en la partitura de las «Danzas polovtsianas» de la ópera de Borodín, El príncipe Ígor en 1878. Al igual que Rimski-Kórsakov y Glazunov, Liádov se convertiría en profesor en el Conservatorio de San Petersburgo y en un miembro destacado del círculo de Beliáyev. Liádov nunca abandonó totalmente su inclinación por la indolencia y la dilación y esto le costaría el encargo para el ballet El pájaro de fuego del impresario Serguéi Diáguilev; el encargo lo realizaría el joven Ígor Stravinski.
Rimski-Kórsakov notó el talento de Liádov, al igual que Músorgski, quien describió a Liádov a Stásov en 1873 como «un talento joven nuevo, inconfundible, original y ruso». Chaikovski, sin embargo, no estaba impresionado. En 1882, el editor Besel pidió la opinión de Chaikovski sobre un Arabesque para piano solo que Liádov había escrito. Chaikovski respondió: «Es imposible imaginar algo más insípido en el contenido que la música de este compositor. Tiene muchos acordes interesantes y progresiones armónicas, pero no tiene una sola idea, incluso del tipo más pequeño».
Antes de conocer a Liádov personalmente, Chaikovski pudo haber suavizado esta postura. Decidió presentarle al joven compositor una copia de la partitura de su Sinfonía Manfredo y una vez que conoció a la persona a la que el experto en Chaikovski, David Brown, llamó «indolente, fastidioso, muy recóndito, pero muy atractivo», su actitud hacia Liádov dio un giro brusco para mejor. El joven compositor se convirtió en «querido Liádov».

## Nueva confianza y defensa
Dos conciertos que Chaikovski escuchó en San Petersburgo en enero de 1889, donde su música compartió programa con composiciones de la Nueva Escuela Rusa (como también se llamaba el círculo de Beliáyev), resultó ser un hito importante. Chaikovski reconoció que, aunque había mantenido buenas relaciones personales con algunos miembros del círculo de Balákirev, y tal vez algo de respeto, nunca lo habían reconocido como uno de ellos. Ahora, con su participación conjunta en estos conciertos, se dio cuenta de que ya no estaba excluido. Le escribió a Nadezhda von Meck que, si bien consideraba que Cui era «un individuo profundamente odioso para mí ... esto no me impide respetar o amar a representantes de la escuela como Balákirev, Rimski-Kórsakov, Liádov, Glazunov o de considerarme halagado por aparecer en el escenario junto a ellos». Esta confesión mostraba una disposición sincera de Chaikovski de que su música se escuchara junto con la de los nacionalistas.
Al dar esta opinión, Chaikovski mostró una confianza implícita en su propia música y la comprensión de que se comparara favorablemente con cualquiera de las composiciones de ellos. No tenía nada que temer de las comparaciones que pudieran resultar. Tampoco limitó sus puntos de vista al consumo privado. Chaikovski apoyó abiertamente los esfuerzos musicales de Glazunov, Liádov y Rimski-Kórsakov, a pesar de la opinión generalizada de que eran enemigos musicales. En una entrevista impresa en el periódico semanal Peterburgskaia zhizn' en noviembre de 1892, dijo:

According to the view that is widespread among the Russian music public, I am associated with the party that is antagonistic to the one living Russian composer I love and value above all others—Nikolai Rimsky-Korsakov. ... In a word, despite our different musical identities, it would seem we are following a single path; and I, for my part, am proud to have such a fellow traveler. ... Lyadov and Glazunov are also numbered among my opponents, yet I sincerely love and value their talent.
Según la opinión generalizada entre el público musical ruso, estoy asociado con la fiesta que es antagónica con el único compositor ruso vivo que amo y valoro sobre todos los demás: Nikolai Rimski-Kórsakov. ... En una palabra, a pesar de nuestras diferentes identidades musicales, parece que estamos siguiendo un solo camino; y yo, por mi parte, estoy orgulloso de tener tal compañero de viaje. ... Liádov y Glazunov también se cuentan entre mis oponentes, pero sinceramente amo y valoro su talento.

Con esta nueva confianza se produjo un mayor contacto entre Chaikovski y el círculo de Beliáyev. Rimski-Kórsakov escribió: «En el invierno de la primavera de 1891 [en realidad 1890] Chaikovski vino a San Petersburgo en una visita bastante larga y desde entonces fecha su intimidad más cercana con el círculo de Beliáyev, particularmente con Glazunov, Liádov y yo. En los años siguientes, las visitas de Chaikovski se hicieron bastante frecuentes».

## Mayor aceptación por el Círculo Beliáyev
Glazunov y Liádov eran amigos de Chaikovski y estaban encantados con él. Glazunov estudió las obras de Chaikovski y «encontró muchas cosas nuevas ... que fueron instructivas para nosotros como jóvenes músicos. Me llamó la atención que Chaikovski, que era sobre todo un compositor lírico y melódico, había introducido elementos operísticos en sus sinfonías. Admiré el material temático de sus obras menos que el desarrollo inspirado de sus pensamientos, su temperamento y la perfección constructiva».
Taruskin escribe: «Se puede obtener una idea de lo que Chaikovski significaba para Glazunov al comparar su Segunda Sinfonía, en la que estaba trabajando en el momento de la visita de Chaikovski  ... y la Tercera, que completó después de una larga gestación en 1890 y que dedicó a Chaikovski». Taruskin denomina a la Segunda Sinfonía «una verdadera suma de “kuchkismo” de los últimos días», con una serie de señas de identidad estilísticas tomadas de Balákirev, Borodín y Rimski-Kórsakov. Con la Tercera Sinfonía, Glazunov intentó ir más allá del estilo nacionalista para reflejar lo que él creía eran formas, estados de ánimo y temas universales. La influencia de Chaikovski es clara en los episodios líricos de la obra, en sus temas y relaciones clave, que recuerdan a la Cuarta y Quinta Sinfonía de Chaikovski, y en su orquestación, llena de «duplicaciones oscuras» y sutiles efectos instrumentales que recuerdan el estilo de Chaikovski.
Glazunov no fue el único compositor del círculo de Beliáyev influido por la música de Chaikovski. Rimski-Kórsakov escribió en sus memorias que «una adoración a Chaikovski y una tendencia hacia el eclecticismo» creció fuertemente entre muchos de los compositores de Beliáyev en este momento, junto con «una predilección ... por la música italiana-francesa de la época de la peluca y verdugado [es decir, del siglo XVIII], música introducida por Chaikovski en sus [óperas tardías] La dama de picas y Iolanta». Incluso Rimski-Kórsakov no era inmune. Taruskin escribe que la séptima escena de la ópera La noche de Navidad de Rimski-Kórsakov, escrita en 1895, está «repleta de música de “peluca y verdugado”», basada en el segundo acto de La dama de picas.
Mientras permanecía agradable en público, Rimski-Kórsakov personalmente consideró la situación con Chaikovski más conflictiva. Estaba incómodo porque Chaikovski se estaba volviendo más popular entre los seguidores de Rimski-Kórsakov y había desarrollado un celoso resentimiento por la mayor fama de Chaikovski. Confesó sus temores a su amigo, el crítico de Moscú Semyon Kruglikov, y escribió que si Chaikovski seguía adelante con un consciente movimiento hacia San Petersburgo, un grupo de seguidores «se formará inmediatamente a su alrededor, al que ciertamente Liádov y Glazunov se unirán, y después de ellos, muchos otros ... nuestra juventud se ahogará (y no solo nuestra juventud, mire a Liádov) en un mar de eclecticismo que los despojará de su individualidad». Sobre este eclecticismo, y la parte de Chaikovski en él, Rimski-Kórsakov escribió en sus memorias, aparentemente de manera casual: «En este momento, se había acumulado una gran número de nuevos elementos y sangre joven en el círculo de Beliáyev. Nuevos tiempos, nuevos pájaros, nuevas canciones». Sin embargo, a Kruglikov le confesó en 1890: «Nuevos tiempos, nuevos pájaros, nuevos pájaros [sic], nuevas canciones, excepto que nuestros pájaros no son tan nuevos y las nuevas canciones que cantan son peores que las viejas».
Incluso con estas reservas privadas, cuando Chaikovski asistió a la fiesta onomástica de Rimski-Kórsakov en mayo de 1893, junto con Beliáyev, Glazunov y Liádov, Rimski-Kórsakov le preguntó personalmente a Chaikovski si realizaría cuatro conciertos de la Sociedad Musical Rusa en San Petersburgo la temporada siguiente. Después de algunas dudas, Chaikovski accedió. Como condición para el compromiso de Chaikovski, la Sociedad Musical Rusa requirió una lista de obras que planeaba dirigir. Entre las obras de la lista que Chaikovski suministró estaban la Tercera Sinfonía de Rimski-Kórsakov y la fantasía orquestal de Glazunov, El bosque.
En el primero de estos eventos, el 28 de octubre de 1893, Chaikovski dirigió el estreno de su Sexta Sinfonía, junto con su Primer Concierto para piano con Adele aus der Ohe como solista. Chaikovski no vivió para dirigir los otros tres conciertos, ya que murió el 6 de noviembre de 1893. Rimski-Kórsakov lo reemplazó en el segundo de estos eventos, un concierto monográfico en memoria del compositor, el 12 de diciembre de 1893. El programa incluyó la Cuarta Sinfonía, Francesca da Rimini, Marcha Eslava y algunas obras para piano solo interpretadas por Felix Blumenfeld.

## Legado

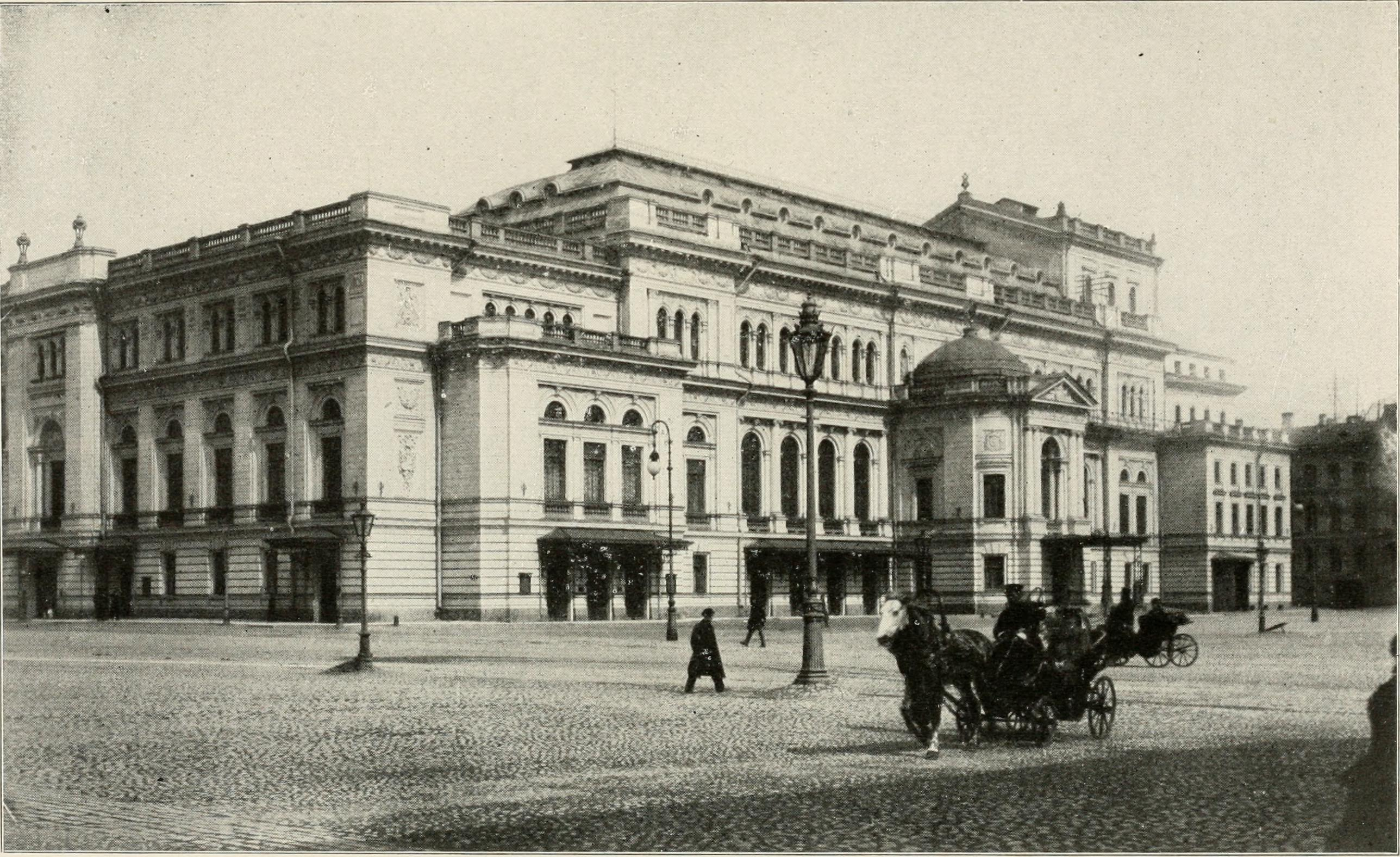
Conservatorio de San Petersburgo

Si bien el círculo de Beliáyev siguió siendo una escuela nacionalista de composición, su exposición a Chaikovski y su música lo hicieron más fácilmente susceptible a las prácticas occidentales de composición, produciendo obras que eran una síntesis de la tradición nacionalista y la técnica occidental. Sin embargo, el grado de influencia que la música de Chaikovski tuvo en los compositores de Beliáyev fue de corta duración. En general, continuaron estilísticamente desde donde Los Cinco se detuvieron, recurriendo a clichés y costumbres tomados de las obras de Rimski-Kórsakov y Balákirev. Incluso en el caso de Glazunov, quien estuvo profundamente influido por la música de Chaikovski cuando escribió su Tercera Sinfonía, la sombra de Chaikovski sería menos frecuente en sus sinfonías posteriores y le reconciliaría con las influencias anteriores de Balákirev, Borodín y Rimski-Kórsakov, en un estilo ecléctico maduro. Este eclecticismo, según el musicólogo Boris Schwarz, robaría efectivamente a la música de Glazunov el «sello definitivo de originalidad» y su carácter académico tendería a dominar la inspiración de Glazunov. Estos rasgos también serían válidos para las obras de otros compositores de Beliáyev, con la «academización gradual de la escuela rusa» que lleva al «surgimiento en cadena de piezas de “estilo ruso”, pulidas y correctas, pero carentes de originalidad».
La música de Chaikovski siguió siendo popular tanto en Rusia como en el extranjero y el círculo de Beliáyev admiraba su destreza académica. Sin embargo, estos compositores decidieron no emular su estilo. Los compositores que deseaban formar parte de este grupo y deseaban el patrocinio de Beliáyev tuvieron que escribir en un estilo musical aprobado por Glazunov, Liádov y Rimski-Kórsakov. Ese estilo aprobado, según Maes, incluía armonías de la escena de la coronación de la ópera de Músorgski Borís Godunov, la colorida armonización y el octatonismo de las óperas de Rimski-Kórsakov Mlada y Sadkó y estilizaciones de canciones tradicionales de Balákirev. Estos elementos «sirvieron como recetario para escribir música nacional rusa. En la representación del carácter nacional ... estas técnicas prevalecieron sobre los temas retratados». Taruskin escribe que hacerse eco de este estilo de escritura se convirtió en el principal orden del día, con música absoluta como las sinfonías y obras de cámara preferidas sobre la música programática favorita de Los Cinco y temas cuasi orientales como los utilizados en la Islamey de Balákirev y Scheherezade de Rimski-Kórsakov. La tendencia hacia la escritura en el estilo preferido continuaría en el Conservatorio de San Petersburgo después de la jubilación de Rimski-Kórsakov en 1906, con su yerno Maximilian Steinberg a cargo de las clases de composición en el Conservatorio hasta la década de 1920. Dmitri Shostakóvich se quejaría del conservadurismo musical de Steinberg, ejemplificado en frases como «los fundamentos inviolables de la “kuchka” y las “sagradas tradiciones de Nikolái Andréievich [Rimski-Kórsakov]”». Finalmente, la estética de Beliáyev se extendió a medida que más de sus compositores ocuparon puestos académicos en conservatorios de música en toda Rusia. Mijaíl Ippolítov-Ivánov se convirtió en director del Conservatorio de Moscú, donde Chaikovski había ejercido una gran influencia, y Reinhold Glière también en el de Kiev, asegurando que estos institutos «mantuvieran un vínculo directo con la estética de Beliáyev».

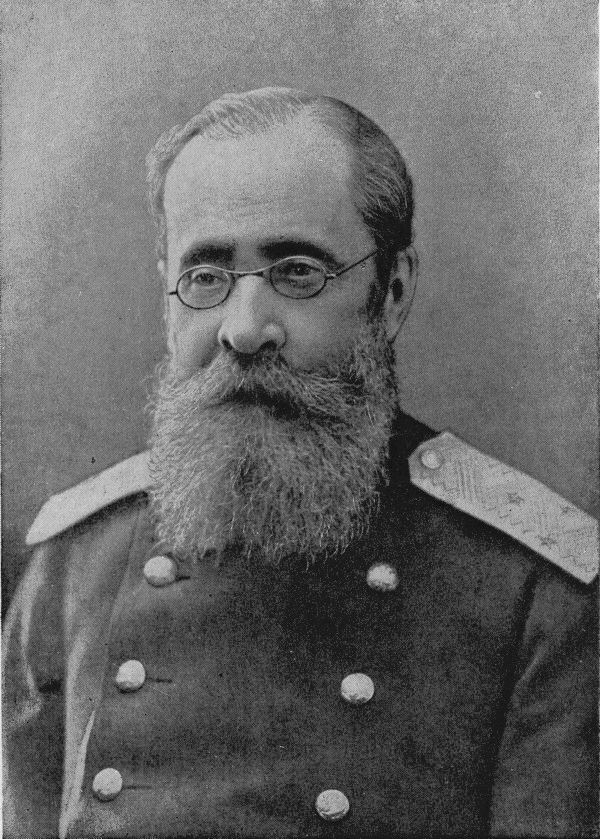
César Cui, miembro de Los Cinco

El triunfo del círculo de Beliáyev podría verse como el peor de los dos mundos de Los Cinco y Chaikovski por dos razones. Primero, de Chaikovski y Rimski-Kórsakov, los seguidores de Beliáyev se dieron cuenta de la importancia de una sólida base académica, pero llevaron la importancia de su formación conservadora al extremo y se convirtieron en el academismo y el epigonismo. No tuvieron en cuenta que Chaikovski trascendió lo que David Brown llama «el fuerte condicionamiento de su formación conservadora» a través de su «rusianismo innato y su amor por la música tradicional de su propio país», y que Rimski-Kórsakov de manera similar, trascendió de un período de escritura musical extremadamente pedante para llegar a un estilo más equilibrado. En segundo lugar, los del círculo de Beliáyev obtuvieron la idea de Los Cinco de una escuela a la que todos los miembros se adherirían, pero se adhirieron a su escuela hasta el punto de la mediocridad, con «un conformismo seguro» convirtiéndose en «cada vez más la regla». Este fue el punto que señaló el compositor César Cui, exmiembro de Los Cinco, cuando escribió en su artículo «Padres e hijos» en 1888: «A pesar del contacto frecuente de todos los padres entre sí, cada uno conservó intacta su individualidad. Es suficiente mirar una sola página de música de uno de los padres para decir con certeza que es obra de Borodín, Balákirev, Músorgski, Chaikovski o [Rimski-]Korsakov. La música de los hijos es la música de los clones». Taruskin agrega,

The institutionalization and professionalization of musical life against which Stasov had fought tooth and nail in the 1860s was now a fait accompli, and composers of the New Russian School occupied all seats of authority. They "extended despotic power over the style and form" of their students' work, attempting to "force it into a certain academic mold". They presided over "a fruitless distribution of awards and prizes" and oversaw the "proliferation of volumes of worthless compositions".
La institucionalización y profesionalización de la vida musical contra la cual Stásov había luchado con uñas y dientes en la década de 1860 era ahora un hecho consumado y los compositores de la Nueva Escuela Rusa ocuparon todos los puestos de autoridad. «Extendieron el poder despótico sobre el estilo y la forma» del trabajo de sus estudiantes, intentando «forzarlo a un cierto molde académico». Presidieron «una distribución infructuosa de premios y reconocimientos» y supervisaron la «proliferación de volúmenes de composiciones sin valor».